# Dakota City (Nebraska)
Dakota City é uma cidade localizada no estado americano de Nebraska, no Condado de Dakota.

## Demografia
Segundo o censo americano de 2000, a sua população era de 1821 habitantes.
Em 2006, foi estimada uma população de 1907, um aumento de 86 (4.7%).

## Geografia
De acordo com o United States Census Bureau, a localidade tem uma área de 3,0 km², dos quais 2,7 km² cobertos por terra e 0,3 km² cobertos por água.

## Localidades na vizinhança
O diagrama seguinte representa as localidades num raio de 16 km ao redor de Dakota City.